# 고지진
고지진(古地震, paleoearthquake)은 과거에 발생한 지진, 그 중에서도 역사서에도 기록되지 않은 선사 시대 이전부터 신생대 제4기 시기 발생한 지질학적으로 확인되는 지진들을 의미한다. 이러한 고지진을 연구하는 지진학을 고지진학(Paleoseismology)이라고 부른다.

## 성류굴: 동굴 생성물을 이용한 고지진학 연구
최진혁 등(2012)은 울진 성류굴 내 동굴생성물들을 대상으로 생성물들의 파괴 특성과 고지진과의 연관성에 대한 연구를 시도하였다. 이 연구에서는 종유석, 석순, 석주, 동굴커튼 등 비교적 뚜렷한 파괴를 보이는 총 4종류의 동굴생성물에 대한 정밀 동굴조사를 실시하여 이들에 대한 기하 및 운동학적 특성을 분석하였다. 그 결과 석순과 석주 그리고 동굴커튼에 발달하는 단열이 고지진에 의해 파열되었을 가능성을 지시하고 있음이 드러났다. 그러나 이 연구에서는 천연기념물 보호법으로 인해 동굴 생성물들에 대해 접근과 시료 채취가 허가되지 않아 파괴된 생성물과 재성장한 생성물의 연대 측정은 실시하지 못하였다.
울진군에는 제4기에 활동한 매화 단층과 구산 단층이 발달한다. 두 단층에 대한 ESR 연대측정 결과는 각각 최소 약 22만년, 37만년 전으로 보고된 바 있다. 매화 단층과 구산 단층의 제4기 활동과 성류굴 내 동굴생성물의 파괴를 유발시킨 고지진이 서로 관련되어 있을 가능성이 있다.

## 같이 보기
- 역사지진